# O Filme da Minha Vida
O Filme da Minha Vida és una pel·lícula de comèdia dramàtica brasilera del 2017, dirigida per l'actor i director brasiler Selton Mello, amb producció de Vânia Catani, Leonardo Eddeo i Laise Nascimento i guió de Selton Mello i Marcelo Vandicatto, direcció d'art de Claudio Amaral Peixoto i fotografia de Walter Carvalho, Es va estrenar al Brasil el 3 d'agost de 2017 a través de Vitrine Filmes. Protagonitzada per Johnny Massaro, Bruna Linzmeyer, Vincent Cassel, Bia Arantes i Selton Mello. La pel·lícula està basada en el llibre Un padre de cine del xilè Antonio Skármeta.

## Sinopsi
A la Serra Gaúcha, 1963. En Tony Terranova (Johnny Massaro) ha de fer front a l'absència del seu pare, que se'n va anar sense avisar a la família i, des d'aleshores, no té notícies del seu fill. En Tony és professor de francès a un institut de la ciutat, viu amb els conflictes dels estudiants i viu el floriment de l'amor. Apassionat dels llibres i de les pel·lícules que veu al cinema de la gran ciutat, Tony fa de l'amor, la poesia i el cinema les seves grans passions. Fins que comença a sortir la veritat sobre el seu pare i l'obliga a prendre les regnes de si mateix.

## Repartiment
- Johnny Massaro com Tony Terranova
- Bruna Linzmeyer com Luna Madeira
- Vincent Cassel com Nicolas Terranova
- Selton Mello com Paco
- Bia Arantes com Petra Madeira
- Ondina Clais Castilho com Sofia Terranova
- Rolando Boldrin com Giuseppe
- Antonio Skármeta com Esteban Coppeta
- Érika Januza com Tita
- Martha Nowill com Carmélia
- João Pedro Prates com Augusto Madeira
- Miwa Yanagizawa com Brigite
- Gabriel Reginato com Tony Terranova (infant)
- Vitória Strada com Dançarina

## Producció
La pel·lícula es va rodar l'abril i maig de 2015 a Serra Gaúcha, a les ciutats de Cotiporã, Veranópolis, Bento Gonçalves, Garibaldi (Rio Grande do Sul), Farroupilha, Monte Belo do Sul e Santa Tereza. El pressupost de producció de la pel·lícula de 450 mil reals va ser pagat pel govern brasiler a través de l'Agência Nacional do Cinema (ANCINE) el 2015. El 2016 va rebre més de 768.000 reais del Fundo Setorial do Audiovisual per la seva distribució al cinema.

## Llançament
La pel·lícula es va estrenar als cinemes a Brasil des del 3 d'agost de 2017 per Vitrine Filmes. A continuació va entrar el circuit de festivals de diversos països, com el Festival de Cinema de Bogotà, a Colòmbia, on va guanyar el premi a la millor pel·lícula, a la XXIV Mostra de Cinema Llatinoamericà de Catalunya, on va guanyar una menció honorífica del jurat, i també del Festival de Cinema Brasiler de París, a França, el 2018.

## Recepció

### Crítica
Francisco Russo del lloc web AdoroCinema va donar a la pel·lícula una puntuació de 2,5/5 i va dir 
| « | "Si és possible entendre O Filme da Minha Vida com a següent pas natural després d'O Palhaço, a causa de l'escenari retratat, també cal reconèixer que el to poètic que aquí es presenta sona, en diversos moments, artificial i poc convincent. Bon repartiment i bonic ambient d'època". | » |

Renato Marafon en la seva ressenya de Cinepop va donar a la pel·lícula una valoració de 4,5/5 elogiant la fotografia, l'ambientació, la direcció i la banda sonora, a més de la capacitat de conciliar diferents gèneres en una sola obra.
Camila Sousa del website Omelete va concloure "El gran problema de O Filme da Minha Vida és el seu final és la resolució del conflicte amb el pare. Si bé la publicació deixa obert el desenllaç de la història, la pel·lícula ho fa tot d'una manera ben explicada i posa els seus protagonistes en contradicció amb les seves pròpies creences (...) Amb això es perjudica l'arc de maduració dels personatges, donant la sensació que han canviat poc des del començament de la trama. A la pel·lícula li faltava perdre la por a no tenir un final feliç i ser més coherent amb la seva pròpia història",i va acabar amb una puntuació de 2/5.

### Premis i nominacions
| Curs | Premi                                             | Categoria                          | Indicat                                              | Resultat  |
| ---- | ------------------------------------------------- | ---------------------------------- | ---------------------------------------------------- | --------- |
| 2018 | Premis Platino                                    | Millor banda sonora original       | Plínio Profeta                                       | Nominat   |
| 2018 | Prêmio ABC de Cinematografia                      | Millor fotografia de llargmetratge | Walter Carvalho                                      | Nominat   |
| 2018 | Prêmio ABC de Cinematografia                      | Millor direcció artística          | Claudio Amaral Peixoto                               | Nominat   |
| 2018 | Prêmio ABC de Cinematografia                      | Millor muntatge                    | Marcio Hashimoto                                     | Nominat   |
| 2018 | Prêmio ABC de Cinematografia                      | Millor so                          | George Saldanha, Armando Torres Jr. e Bernardo Uzeda | Nominat   |
| 2018 | Grande Prêmio do Cinema Brasileiro                | Millor actor secundari             | Selton Mello                                         | Nominat   |
| 2018 | Grande Prêmio do Cinema Brasileiro                | Millor guió adaptat                | Marcelo Vindicatto i Selton Mello                    | Nominat   |
| 2018 | Grande Prêmio do Cinema Brasileiro                | Millor direcció de fotografia      | Walter Carvalho                                      | Nominat   |
| 2018 | Grande Prêmio do Cinema Brasileiro                | Millor direcció artística          | Claudio Amaral Peixoto                               | Nominat   |
| 2018 | Grande Prêmio do Cinema Brasileiro                | Millor vestuari                    | Kika Lopes                                           | Nominat   |
| 2018 | Grande Prêmio do Cinema Brasileiro                | Millor maquillatge                 | Marlene Moura i Uirandê Holanda                      | Nominat   |
| 2018 | Grande Prêmio do Cinema Brasileiro                | Millor so                          | George Saldanha                                      | Nominat   |
| 2018 | Grande Prêmio do Cinema Brasileiro                | Millor banda sonora original       | Plínio Profeta, Armando Torres Jr. i Bernardo Uzeda  | Guanyador |
| 2018 | Durban International Film Festival                | Millor pel·lícula internacional    | Selton Mello                                         | Nominat   |
| 2018 | Festival de Cinema de Bogotà                      | Millor pel·lícula                  | Selton Mello                                         | Guanyador |
| 2018 | XXIV Mostra de Cinema Llatinoamericà de Catalunya | Menció honorífica                  | Selton Mello                                         | Guanyador |
| 2018 | Festival de Cinema de Lima                        | Millor pel·lícula internacional    | Selton Mello                                         | Guanyador |
| 2018 | Prêmio Contigo! Online                            | Millor pel·lícula                  | Selton Mello                                         | Nominat   |
| 2018 | Prêmio Guarani de Cinema Brasileiro               | Millor guió adaptat                | Marcelo Vindicatto i Selton Mello                    | Nominat   |
| 2018 | Prêmio Guarani de Cinema Brasileiro               | Millor direcció de fotografia      | Walter Carvalho                                      | Guanyador |
| 2018 | Prêmio Guarani de Cinema Brasileiro               | Millor direcció artística          | Claudio Amaral Peixoto                               | Nominat   |
| 2018 | Prêmio Guarani de Cinema Brasileiro               | Millor vestuari                    | Kika Lopes                                           | Nominat   |
| 2018 | Prêmio Guarani de Cinema Brasileiro               | Millor maquillatge                 | Marlene Moura i Uirandê Holanda                      | Nominat   |
| 2018 | Prêmio Guarani de Cinema Brasileiro               | Millor banda sonora                | Plínio Profeta                                       | Guanyador |